# Гитара Уорра

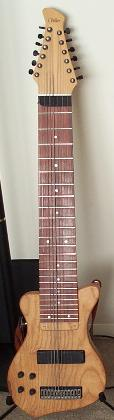
Гитара Уорра

Гитара Уорра (англ. Warr guitar; или тэп-гитара) — струнный музыкальный инструмент, разработанный Марком Уорром. Выглядит очень похоже на обычную электрогитару, но на ней можно играть тэппингом, как на стике Чепмена, а также пиццикато. Могут применяться и приёмы, традиционные для бас-гитары, такие как «слэп-энд-поп», дабл-тамб (double thumb) и игра плектром (медиатором). Благодаря уникальному расположению креплений для ремня на этом инструменте можно играть, расположив его как вертикально, в традиционном для «стиля касаний» (touch style) и контрабаса (double bass) положении, так и горизонтально, как электро- или бас-гитару.

## Особенности конструкции
Инструмент оснащается струнами и настраивается множеством способов; на нём могут предусматриваться от семи до пятнадцати струн. Струны могут располагаться так, что самая низкая будет в центре грифа, и так, что она будет расположена ближе всего к исполнителю. Гриф может быть ладовым, безладовым или комбинированным. В инструмент устанавливается электромагнитный, пьезоэлектрический или оба типа звукоснимателя. Если используется пьезоэлектрический звукосниматель, на инструмент может быть также установлен MIDI-преобразователь, так, чтобы инструмент служил контроллером для синтезатора. Гриф собирается из нескольких пластов слоистых пластмасс различной толщины. Инструменты, оснащённые десятью или более струнами, снабжаются двумя анкерами и двумя четвертьдюймовыми выходами.
На деку идут различные экзотические и обычные породы дерева, каждой из которых соответствуют свои тональные характеристики и эстетические качества.

## Исполнители на гитаре Уорра
Одним из самых известных исполнителей на гитаре Уорра является Трей Ганн, бывший участник группы «King Crimson». Другие видные исполнители — Рон Фэйрчайлд (Ron Fairchild) из «Oak Ridge Boys», Билл Бурке (Bill Burke), Брайан Кенни-Фресно (Brian Kenney-Fresno), Jim Wright, Карсон МакУёртер (Carson McWhirter) из «ent», Марк Кук из групп «99 Names of God» и «Hands», Маркус Ройтер (Markus Reuter) из групп «Tuner» и «Centrozoon» и Колин Марстон (Colin Marston) из «Behold... The Arctopus».